# World Association of Girl Guides and Girl Scouts
World Association of Girl Guides and Girl Scouts er en verdensspejderorganisation, som kun består af piger.
Drengespejderne (samt piger) er organiseret i WOSM (World Organisation of the Scout Movement).